# Luis Chiappara
Luis Chiappara ou Leónidas Chiappara, né en 1890 et mort à une date inconnue, est un footballeur uruguayen. Il évoluait au poste de milieu de terrain.

## Biographie

### En club
Luis Chiappara est joueur du River Plate FC durant sa carrière,.

### En équipe nationale
Luis Chiappara fait partie du groupe uruguayen qui remporte les Jeux olympiques de 1924 : il ne dispute aucun match durant le tournoi,.

## Palmarès

### En sélection
Uruguay
- Jeux olympiques :
  -  Or : 1924.